# رودخانه ایلر
رودخانه ایلر (به آلمانی: Iller) یک رود در آلمان است که در بادن-وورتمبرگ واقع شده‌است.